# Gimax
Carlo Virginio Franchi, meglio conosciuto con lo pseudonimo Gimax (Sr), ricavato dall'abbreviazione dei nomi dei suoi figli (Gigi e Massimiliano) (Pogliano Milanese, 1º gennaio 1938 – Busto Garolfo, 14 gennaio 2021), è stato un pilota automobilistico italiano.
Ha partecipato a un'unica gara valida per il campionato mondiale di Formula 1, il Gran Premio d'Italia a Monza nella stagione 1978 al volante di una Surtees, fallendone la qualificazione.
Non si è mai iscritto a una gara utilizzando il suo vero nome; anche il figlio Gigi ha usato lo stesso pseudonimo del padre, ma con l'aggiunta di Jr.

## Carriera
Gimax partecipò alla sua prima gara di un campionato mondiale supercar alla 1000 Km di Monza nel 1974, dove giunse al 21º posto su una Chevron B23-Cosworth condivisa con Laurent Ferrier. Per i successivi dieci anni partecipò ad altre numerose gare internazionali in Italia, dove gareggiò sempre sotto lo pseudonimo di "Gimax".
Al suo debutto nella Formula 2 a Vallelunga nel 1975 giunse al 10º posto a bordo di una vecchia Trivellato March-BMW. Gimax chiuse poi al terzo posto nella tappa Enna-Pergusa della Targa Florio del 1976 a insieme a Stanislao Sterzel su una March 75S-BMW, dopo che tutte le autovetture ufficiali (tranne quella) si erano ritirate dalla gara del Group Six World Championship.

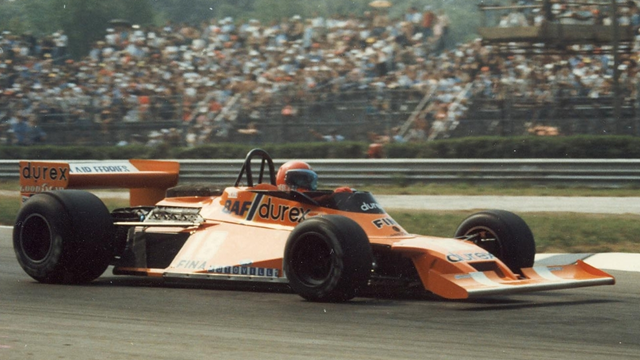
Gimax su Surtees TS20 a Monza nelle prove del Gran Premio d'Italia 1978

Nonostante la carriera di basso livello fino ad allora, Gimax venne chiamato in Formula 1 a sostituire l'infortunato Rupert Keegan per il Gran Premio d'Italia 1978, ma la sua autovettura Durex Surtees TS20-Ford si rivelò un disastro e alla fine risultò il pilota più lento nelle qualifiche (28º tempo), non riuscendo così a qualificarsi per la gara.
Vinse il campionato europeo sportprotipi 1978 nella classe 2 per vetture sotto i 2 litri di cilindrata.
Ha inoltre corso, l'anno successivo, al Gran Premio Dino Ferrari a Imola, non valido per il mondiale.
Nel 1979 e 1980 Gimax gareggiò nel meno impegnativo campionato britannico di Formula Aurora con la scuderia di Dave Price: compagno di squadra del leggendario campione di motociclismo Giacomo Agostini, la sua Williams FW06-Ford non lottò mai per il podio, anche se giunse quarto a Monza nella seconda stagione.
Gimax continuò a correre con le vetture sportive per altre cinque stagioni e la sua Osella-BMW arrivò terza nella 6 ore del Mugello nel 1980 e nella 1000 km di Monza nel 1981. 
Si è ritirato dallo sport nel 1984, ottenendo più successo nel mondo degli affari che non come pilota da corsa. È scomparso nel gennaio 2021 all'età di 83 anni.

## Risultati in F1
| 1978 | Scuderia | Vettura |  |  |  |  |  |  |  |  |  |  |  |  |  |    |  |  |  | Punti | Pos. |
| ---- | -------- | ------- |  |  |  |  |  |  |  |  |  |  |  |  |  | -- |  |  |  | ----- | ---- |
| 1978 | Surtees  | TS20    |  |  |  |  |  |  |  |  |  |  |  |  |  | NQ |  |  |  | 0     |      |

| Legenda | 1º posto     | 2º posto | 3º posto    | A punti         | Senza punti/Non class.  | Grassetto – Pole position Corsivo – Giro più veloce |
| Legenda | Squalificato | Ritirato | Non partito | Non qualificato | Solo prove/Terzo pilota | Grassetto – Pole position Corsivo – Giro più veloce |